# (100672) 1997 WF58
(100672) 1997 WF58 es un asteroide perteneciente al cinturón de asteroides descubierto el 30 de noviembre de 1997 por el equipo del Uppsala-DLR Trojan Survey desde el Observatorio de La Silla, Chile.

## Designación y nombre
Designado provisionalmente como 1997 WF58.

## Características orbitales
1997 WF58 está situado a una distancia media del Sol de 2,548 ua, pudiendo alejarse hasta 3,186 ua y acercarse hasta 1,910 ua. Su excentricidad es 0,250 y la inclinación orbital 5,059 grados. Emplea 1485,86 días en completar una órbita alrededor del Sol.

## Características físicas
La magnitud absoluta de 1997 WF58 es 16,2. 